# Corn Island (película)
Corn Island (en georgiano: სიმინდის კუნძული, romanizado: simindis k'undzuli) es una película de drama bélico georgiana de 2014, dirigida por Giorgi Ovashvili, después de todo un verano durante el cual un abuelo y una nieta intentan cosechar una cosecha de maíz cultivada en lo alto de una isla de limo en el río Enguri en medio de tensiones que involucran conflictos militares, étnicos diferencias y el despertar sexual de la nieta. La película presentaba los idiomas hablados georgiano y abjasio, mientras que se lanzó una versión que también incluía subtítulos en inglés.

## Argumento
Las inundaciones de primavera forman una pequeña isla de limo con suelo rico en medio del río Enguri, que proporciona nuevas tierras sin dueño. Un anciano, asistido por su nieta adolescente huérfana, toma posesión de la isla, construye una sencilla choza y planta maíz. Mientras su nieta termina la escuela, el anciano se siente decepcionado porque ella no recibirá su diploma hasta el año siguiente, un evento que espera ver ya que se enorgullece de su educación. El anciano y su nieta son de etnia abjasia e intercambian asentimientos con los soldados georgianos que pasan. Desafortunadamente para la nieta, que recién está experimentando la madurez sexual por primera vez, los soldados le hacen ruidos y se la miran con desdén mientras se paran en la orilla frente a ella, algo por lo que siente curiosidad y también le molesta, encontrándolo algo molesto. . Una noche, mientras nadaba en el río, el ruido de una escopeta sobresalta a la nieta y cae al agua, casi ahogándose antes de rescatarse y regresar a toda prisa a la cabaña.
A la mañana siguiente, el anciano descubre y alberga a un soldado herido que se refugia en la isla. Lo protege de sus perseguidores por un tiempo, pero después de un encuentro coqueto con la nieta y una experiencia cercana a la muerte con los soldados georgianos, quienes groseramente se afirman en la isla y beben todo el vino del anciano, el soldado herido se va. Más tarde se revela que es ruso cuando sus camaradas llegan a la isla buscándolo, aunque el anciano los rechaza. Al final del verano, las inundaciones comienzan a destrozar la isla, llevándose algunos de los tallos de maíz que el anciano y su nieta esperaban cosechar. Llenan su único bote con tantas mazorcas de maíz como quepan, pero esto no deja espacio para el anciano, que empuja el bote al agua agitada antes de que la nieta pueda detenerlo y llevar a su abuelo a un lugar seguro. Se aferra a su cabaña mientras el bote se aleja flotando, con la esperanza de esperar a que pase lo peor de la tormenta mientras la isla se desintegra. Desafortunadamente para él, la choza se derrumba sobre él y se ahoga en la fuerte corriente subterránea. El final de la película muestra a un hombre nuevo que llega a los restos de lo que alguna vez fue la isla de maíz del anciano la próxima primavera. El hombre nuevo excava en el limo para comprobar la calidad del suelo, solo para descubrir un muñeco de trapo, que había pertenecido a la nieta del anciano, enterrado allí desde el año anterior. Se lava la muñeca y la coloca en su propio bote mientras se sienta solo a su lado, comenzando de nuevo la tradición de la isla.

## Reparto
- İlyas Salman como Anciano
- Mariam Buturishvili como Niña

## Producción
La película se rodó durante 70 días de abril a mayo de 2013 y de septiembre a noviembre de 2013.
Mariam Buturishvili dijo que la mayor dificultad para ella durante el rodaje fue la escena en la que se zambulle desnuda en el río. “Durante el rodaje de las últimas tomas, a principios de noviembre, tuve que tirarme al agua. Hacía mucho frío. Me estaba congelando, lo sabía", dijo.

## Lanzamientos, premios y nominaciones
La película se estrenó por primera vez en el 49.ª edición del Festival Internacional de Cine de Karlovy Vary en julio de 2014, donde ganó el Globo de Cristal, así como el Premio del Jurado Ecuménico.
También fue seleccionada como la entrada georgiana para ser considerada como la Mejor Película en Lengua Extranjera en la 87.ª edición de los Premios Óscar, la película llegó a posicionarse en la lista de finalistas de enero, pero al final no fue nominada.